# Résolution 1723 du Conseil de sécurité des Nations unies
Membres permanents
- Chine
- États-Unis
- France
- Royaume-Uni
- Russie

Membres non permanents
- Argentine
- Congo
- Danemark
- Ghana
- Grèce
- Japon
- Pérou
- Qatar
- Slovaquie
- Tanzanie

Résolution no 1722 Résolution no 1724
La résolution 1723 du Conseil de sécurité des Nations unies fut adoptée à l'unanimité le 28 novembre 2006. Après avoir rappelé les résolutions précédentes sur l'Irak, le Conseil a prorogé le mandat de la force multinationale jusqu'à la fin de 2007.
La résolution, parrainée par le Danemark, le Japon, la Slovaquie, le Royaume-Uni et les États-Unis, a été demandée par le Premier Ministre irakien Nouri al-Maliki dans une lettre jointe à la résolution en annexe, accompagnée d'une lettre des États-Unis. La secrétaire d'État Condoleezza Rice a confirmé la volonté de la force de continuer.

## Résolution

### Observations
Dans le préambule de la résolution, les membres du Conseil de sécurité se sont félicités de la formation d'un gouvernement d'unité, se félicitant en outre des progrès réalisés dans la formation des forces irakiennes et du transfert de responsabilités dans les provinces de Al-Muthanna et de Dhi Qar aux forces de sécurité. Le texte reconnaît le travail du gouvernement irakien en faveur d'un Irak uni et démocratique dans le respect des droits de l'homme; il était essentiel que le dialogue et la réconciliation soient soutenus et que le sectarisme soit rejeté.
Le Conseil a exigé que les individus ou groupes qui tentent délibérément de perturber le processus politique déposent les armes et y participent. Il a également abordé des questions relatives à l'amélioration du peuple irakien, notamment en réaffirmant le rôle du Fonds de développement pour l'Irak et du Fonds monétaire international, et la responsabilité du gouvernement de coordonner l'aide humanitaire et les opérations des Nations unies dans le pays. Il était également important que les autorités irakiennes respectent la Convention de Vienne sur les relations diplomatiques relative notamment en matière de protection du personnel diplomatique.

### Contenu
Agissant en vertu du Chapitre VII de la Charte des Nations unies, le Conseil a prorogé le mandat de la force multinationale, créée par la résolution 1546 (de 2004). Il pouvait être mis fin au mandat à tout moment à la demande de l’Irak. Dans le même temps, les dispositions prévues dans la résolution 1483 (de 2003) pour le dépôt du produit des ventes de l'exportation de pétrole, de produits pétroliers et de gaz naturel dans le Fonds de développement pour l'Irak, et son contrôle par le Conseil international consultatif et de contrôle, ont été prorogées jusqu'en 31 décembre 2007.
Enfin, le Secrétaire général Kofi Annan et les États-Unis ont été priés de faire un rapport tous les trimestres sur les progrès réalisés respectivement par la Mission d’assistance des Nations unies en Irak (MANUI) et la force multinationale.